# Ute Lehnert
Ute Lehnert (geborene Korn; * 27. Dezember 1938 in Saarbrücken; † 9. September 2018) war eine deutsche Malerin.

## Leben
Ute Lehnert studierte 1954 bis 1959 an der Werkkunstschule Saarbrücken bei Robert Sessler mit dem Abschluss Diplom-Grafik-Designerin. Als freischaffende bildende Künstlerin arbeitete sie seit 1968 und Studienreisen führten sie unter anderem nach Asien, Russland und in die Türkei.  Am Ende ihrer Reisen wurde ihr die Bretagne durch jährliche mehrmonatige Aufenthalte zur Zweitheimat, wo sie auch ein weiteres Atelier besaß. In den 1970er Jahren gründete sie die Arbeitsgemeinschaft Bildender Künstler Saarbrücken, die sich die Verankerung von Kunstwerken im Öffentlichen Raum zum Ziel gesetzt hatte. Als Projekte wurden die Dorfmitte von Auersmacher und 1975 bis 1976 die Fußgängerzone sowie der Brunnen am Sankt Johanner Markt mitgestaltet. Seit 1998 hatte sie ihr Atelier in Sankt Arnual und  nahm an verschiedenen  Projekten im Saarländischen Künstlerhaus und Landeskunstausstellungen  teil. Ihre Werke befinden sich in öffentlichem und privatem Besitz.

## Einzelausstellungen (Auswahl)
- 1969: Galerie Elitzer, Saarbrücken
- 1972: Staatliche Musikhochschule, Saarbrücken
- 1973: Galerie am Markt, Ravensburg
- 1973: Galerie Schloss Pörlschach, Österreich
- 1979: Galerie Schweser, Bremen
- 1980: Galerie Walzinger, Saarlouis
- 1968: Galerie Deja, Köln
- 1987: Landesvertretung Bonn
- 1987: Landesvertretung Brüssel
- 2007: Circle of friends, Saarbrücken: Patton-Plusczyk-Stiftung
- 2007: Park Galerie, Zweibrücken
- 2008: Altes Schloss, Dillingen
- 2011: Projekt Pattern + Signs A language in between, Galerie Nord, Berlin
- 2011: Projekt Pattern + Signs A language in between, Jamjuree Gallery, Bangkok
- 2011: Park Galerie Zweibrücken
- 2013: Galerie Neuheisel, Saarbrücken
- 2016: Heimatmuseum Sankt Arnual